# Metadata Encoding and Transmission Standard
Pour les articles homonymes, voir Mets.
METS (Metadata Encoding and Transmission Standard) est un standard de métadonnées créé en 2001 à l'initiative de la Digital Library Federation (en). Il vise à réunir dans un même fichier XML toutes les métadonnées nécessaires à la description d'un document numérique, textuel ou graphique. Majoritairement utilisé par les institutions patrimoniales pour la préservation à long terme d'objets numériques, METS est maintenu actuellement par un groupe d'experts internationaux, le METS Editorial Board, et hébergé par la Bibliothèque du Congrès.

## Sociabilité
Pensé à l'origine dans une logique d'interopérabilité, son usage comme format d'échange entre bibliothèques numériques s'avère marginal. En revanche, il est massivement utilisé par les bibliothèques et les archives comme format conteneur de métadonnées pour décrire les paquets d'informations conservés dans un système de préservation numérique. La liste des profils d'application METS officiels fait état d'une cinquantaine d'implémentations. 
Parmi les principales implémentations METS comme fichier conteneur de métadonnées pour la préservation à long terme, on peut citer : 
- Matterhorn METS Profile enregistré en 2012 par l'entreprise Docuteam et les Archives de l'État du Valais en Suisse[3], incluant des métadonnées METS, PREMIS et EAD,
- Archivematica, logiciel open source de préservation numérique,
- SPAR, le magasin numérique de la Bibliothèque nationale de France (BnF)[4],
- le projet européen e-Ark qui vise à définir des spécifications communes pour les paquets d'informations et à développer sur ce socle des outils de préservation numérique.

En outre, il a été adopté par Europeana dans le cadre du projet Europeana Newspapers et par la BnF à sa suite pour encoder la disposition des contenus détectée grâce à des méthodes de reconnaissance optique de la mise en page (en).

## Structure
METS définit sept sections, toutes optionnelles sauf la carte de structure et toutes répétables sauf l'en-tête :
- <metsHdr> (pour "METS header") : en-tête du fichier contenant des métadonnées sur le fichier METS lui-même : date de création, de dernière modification, agents ayant contribué à son élaboration.
- <dmdSec> (pour "descriptive metadata") : métadonnées décrivant le contenu intellectuel du document numérique et, le cas échéant, de ses diverses composantes.
- <amdSec> (pour "administrative metadata") : métadonnées administratives décrivant les caractéristiques techniques des fichiers (<techMD>, pour "technical metadata"), les droits associés (<rightsMD>, pour "rights metadata"), l'objet analogique dont le document numérique est une reproduction, le cas échéant (<sourceMD> pour "source metadata") et l'historique - de production, transfert, conservation, diffusion, etc. - (<digiprovMD> pour "digital provenance metadata").
- <fileSec> (pour "file section") : section listant l'ensemble des fichiers composant le document numérique, groupés par usage (fichiers masters, OCR, vignettes, etc.).
- <structMap> (pour "structural map") : carte de structure décrivant l'organisation du document numérique et de ses composantes internes. Il peut y avoir plusieurs cartes de structure pour refléter différentes manières de structurer et donc de naviguer dans le document, par exemple pour distinguer la structure physique du document original, sous forme de pages, de sa structure logique, sous forme de chapitres.
- <structLink> (pour "structural link" : section décrivant d'éventuels liens transverses pouvant exister entre les composantes du document numérique.
- <behaviorSec> (pour "behavior section") : section décrivant les opérations nécessaires pour restituer ou utiliser l'objet numérique et ses composantes.

Les deux dernières sections sont très peu utilisées.

## Extensibilité
METS est conçu comme une enveloppe permettant d'embarquer des métadonnées dans ses sections <dmdSec> et <amdSec> dans n'importe quel format XML, voire dans un format non XML comme du MARC ISO 2709. En particulier, il a été pensé en complémentarité directe avec d'autres standards développés par la communauté des bibliothèques numériques :
- pour les métadonnées de description du contenu intellectuel : Dublin Core, EAD, MODS,
- pour les métadonnées de préservation (techniques et de provenance) : PREMIS,
- pour les métadonnées techniques de caractérisation :
  - MIX (images),
  - audioMD et videoMD (contenus audiovisuels),
  - textMD (contenus textuels).

Le lien avec les fichiers de contenu (images, texte, contenus audiovisuels, etc.) décrits par le fichier METS peut être réalisé de deux manières, bien que la première option soit très majoritaire :
- pointer, dans le fichier METS, vers les fichiers par le biais d'un URI,
- encapsuler du contenu en XML ou en Base64 directement dans les éléments <file>.

## Profils METS
METS étant un format particulièrement flexible, il est recommandé de définir et de documenter chaque implémentation grâce à un profil d'application. Le METS Editorial Board a proposé un formalisme de description en XML des profils d'application du format. La version 2 de ce formalisme propose d'embarquer dans la description du profil des contrôles exécutables par machine.